# Szreniawa (gmina)
Szreniawa – dawna gmina wiejska istniejąca w latach 1930–1954 w woj. kieleckim i woj. krakowskim. Siedzibą władz gminy była Szreniawa.
Gminę Szreniawa utworzono 1 października 1930 roku w powiecie miechowskim w woj. kieleckim z części obszaru gminy Rzeżuśnia. 1 marca 1939 do gminy Szreniawa włączono gromadę Brzozówka z gminy Rzerzuśnia w tymże powiecie. 1 kwietnia 1939 roku część obszaru gminy Jangrot (gromada Mostek) z powiatu olkuskiego weszła w skład gminy Szreniawa.
Po wojnie gmina przez bardzo krótki czas zachowała przynależność administracyjną, lecz już 1 kwietnia 1945 roku została wraz z całym powiatem miechowskim przyłączona do woj. krakowskiego. Według stanu z dnia 1 lipca 1952 roku gmina składała się z 9 gromad: Adamowice, Brzozówka, Budzyń, Lgota Wielka, Maków, Mostek, Podlesice I, Podlesice II, Poręba Górna, Przybysławice, Sulisławice, Szreniawa, Trzebienice, Wierzchowisko i Zasępiec.
Jednostka została zniesiona 29 września 1954 roku wraz z reformą wprowadzającą gromady w miejsce gmin. Po reaktywowaniu gmin z dniem 1 stycznia 1973 roku gminy Szreniawa nie przywrócono, a jej dawny obszar wszedł głównie w skład nowej gminy Gołcza w tymże powiecie.